# Cedros (Santa Cruz das Flores)
Cedros is een plaats (freguesia) in de Portugese gemeente Santa Cruz das Flores en telt 152 inwoners (2001).

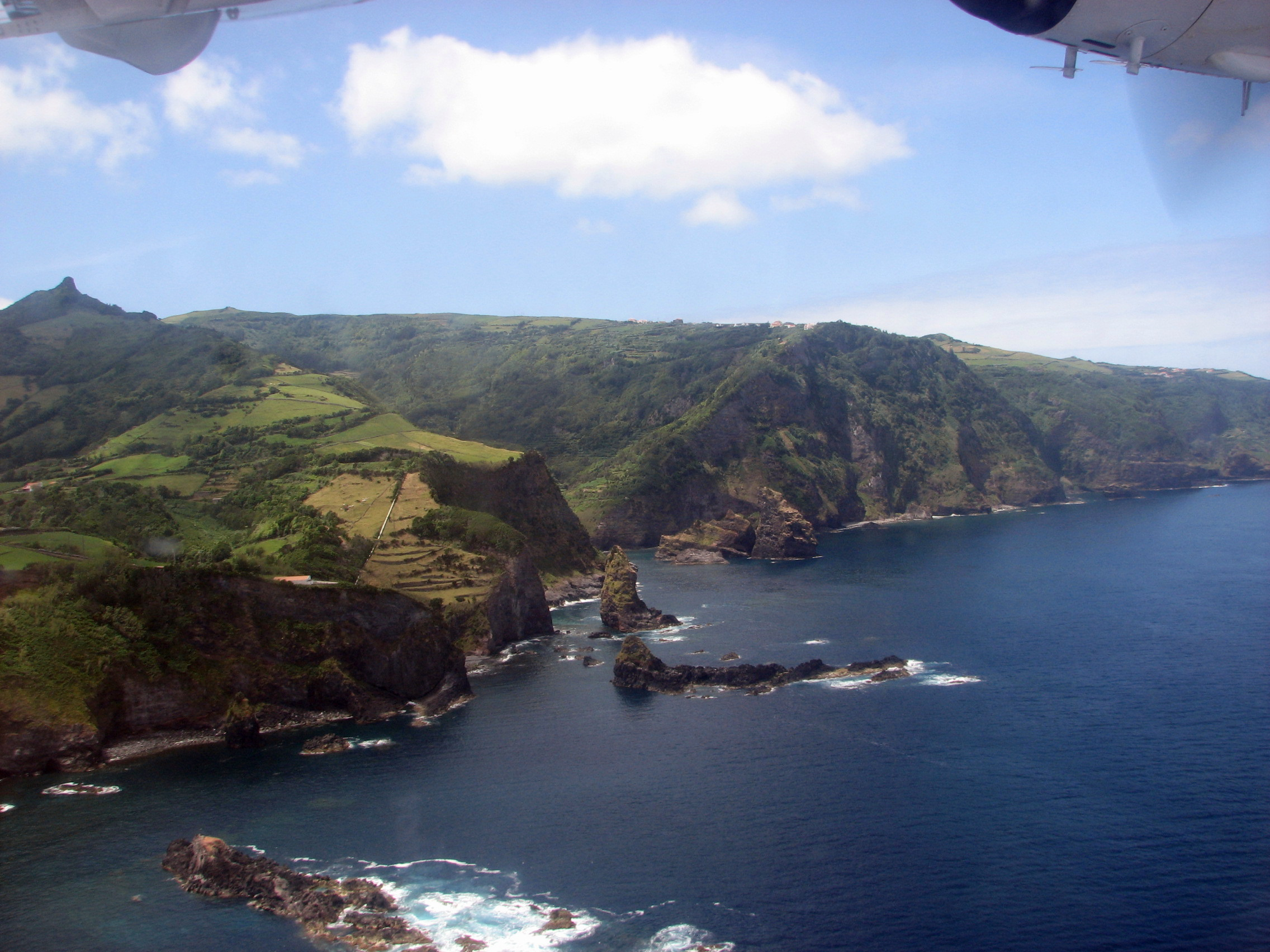
Baai de Alagoa